# ISBT 128
ISBT 128 (z ang. International Standard for Blood Transfusion) – kod etykietowania krwi i jej składników opracowany w 1994 roku.
Numer 128 odzwierciedla symbolikę kodów kreskowych znaną jako Kod 128. Uzyskał akceptację Internacional Society of Blood Transfusion i został wprowadzony w ponad 50 krajach świata. Jest zarządzany przez Międzynarodowa Rada ds. Wspólności w Automatyzacji Banków.

## Opis
ISBT 128 narzuca standard etykiet. Każdą etykietę można podzielić na 4 kwadraty. Informacje są umieszczane w określonych miejscach:
- lewy górny kwadrat: kod paskowy numeru donacji, numer donacji, data pobrania oraz preparatyki, miejsce wytworzenia
- prawy górny kwadrat: grupa krwi oraz kod paskowy grupy krwi
- lewy dolny kwadrat: kod paskowy składnika krwi, nazwa, objętość i uwagi
- prawy dolny kwadrat: data ważności, kod paskowy daty ważności, badania dodatkowe

Wszystkie produkty uzyskane z konkretnej donacji oznakowane są tym samym numerem, natomiast informacje o produkcie oraz pojemniku zawarte są w kodzie składnika. Numer donacji umożliwia ustalenie pochodzenia oraz śledzenie preparatu. Informacje dodatkowe dotyczą fenotypu czerwonokrwinkowego, typowania HLA, testów specjalnych np. CMV. Wszystkie informacje zostać odczytane niezależnie od używanego języka oraz systemu komputerowego.